# Skarlanka
Skarlanka – rzeka, prawostronny dopływ Drwęcy o długości 26,22 km, powierzchni zlewni 227,7 km² i spadku 0,072‰.
Rzeka ma początek na mokradłach znajdujących się przy jeziorze Skarlińskim, kilka kilometrów na północny zachód od Nowego Miasta, na wysokości 97,5 m n.p.m. Obszar odwadniany przez Skarlankę jest częścią Pojezierza Brodnickiego. Skarlanka płynie licznymi rynnami subglacyjnymi i jest rzeką typowo pojezierną, przepływa przez jeziora Skarlińskie, Wielkie Partęczyny, Dębno, Robotno, Kurzyny, Strażym i Bachotek. Odcinki jeziorne łącznie liczą 12 km. Uchodzi do Drwęcy na wysokości 70,7 m n.p.m. Jeden z jej dopływów stanowi Cichówka.